# Entychides dugesi
Entychides dugesi är en spindelart som beskrevs av Simon 1888. Entychides dugesi ingår i släktet Entychides och familjen Cyrtaucheniidae. Inga underarter finns listade i Catalogue of Life.